# Chyliza robusta
Chyliza robusta är en tvåvingeart som beskrevs av Daniel William Coquillett 1904. Chyliza robusta ingår i släktet Chyliza och familjen rotflugor.
Artens utbredningsområde är Kalifornien. Inga underarter finns listade i Catalogue of Life.